# Frauenkappelen
Frauenkappelen es una comuna suiza del cantón de Berna, situada en el distrito administrativo de Berna-Mittelland. Limita al norte con la comuna de Wohlen bei Bern, al este y sur con Berna, y al oeste con Mühleberg.
Hasta el 31 de diciembre de 2009 situada en el distrito de Laupen.

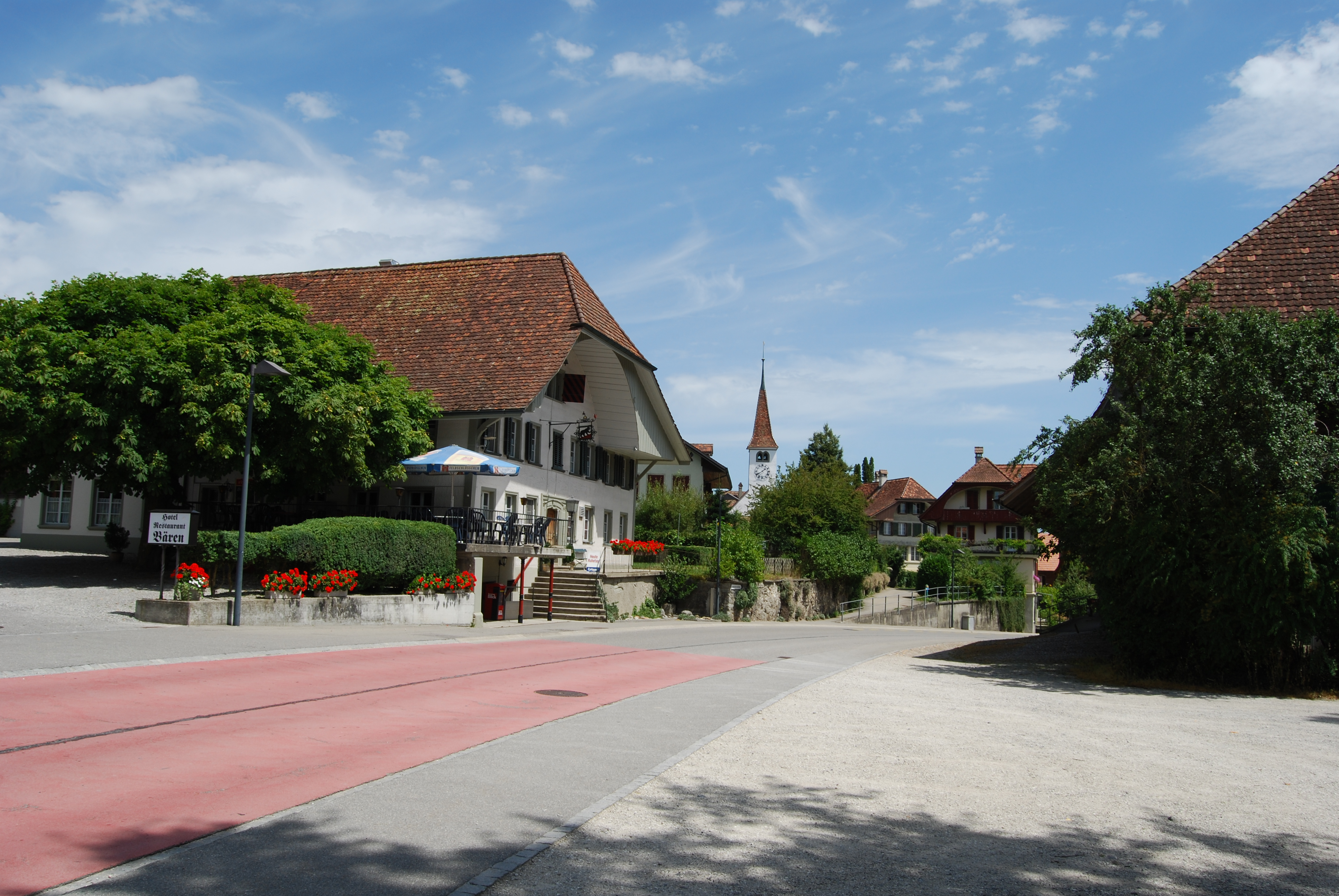
Frauenkappelen

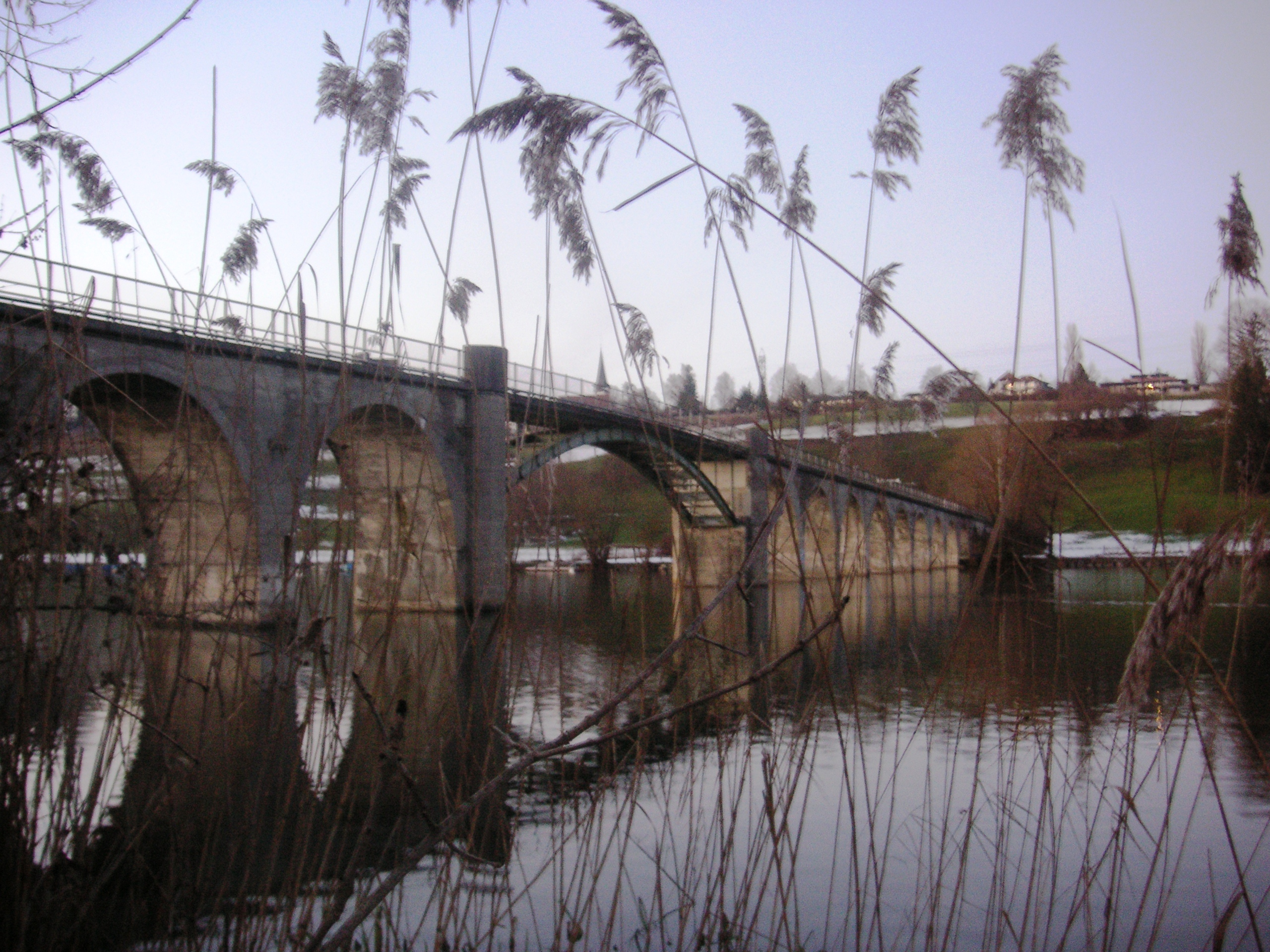
Vista del puentre sobre lago de Wohlen.